# طول موج (فیلم ۱۹۸۳)
«طول موج» (انگلیسی: Wavelength (1983 film)) فیلمی در ژانر علمی–تخیلی به کارگردانی مایک گری است که در سال ۱۹۸۳ منتشر شد. از بازیگران آن می‌توان به رابرت کارادین، شری کوری، و کینن وین اشاره کرد.